# Баклуши (Петровский район)
Баклуши — село в Петровском районе Саратовской области, входит в состав сельского поселения Синеньское муниципальное образование.

## География
Находится на расстоянии примерно 19 километров по прямой на северо-восток от районного центра города Петровск.

## История
Официальная дата основания 1898 год. Основано служилой мордвой Петровского уезда.  В 1859 году 50 дворов и 588 жителей,  в  1884 году 632 жителя.

## Население
Постоянное население составило 130 человек (русские 39%, мордва 58%) в 2002 году, 98 в 2010.